# Dorfkirche Döllen

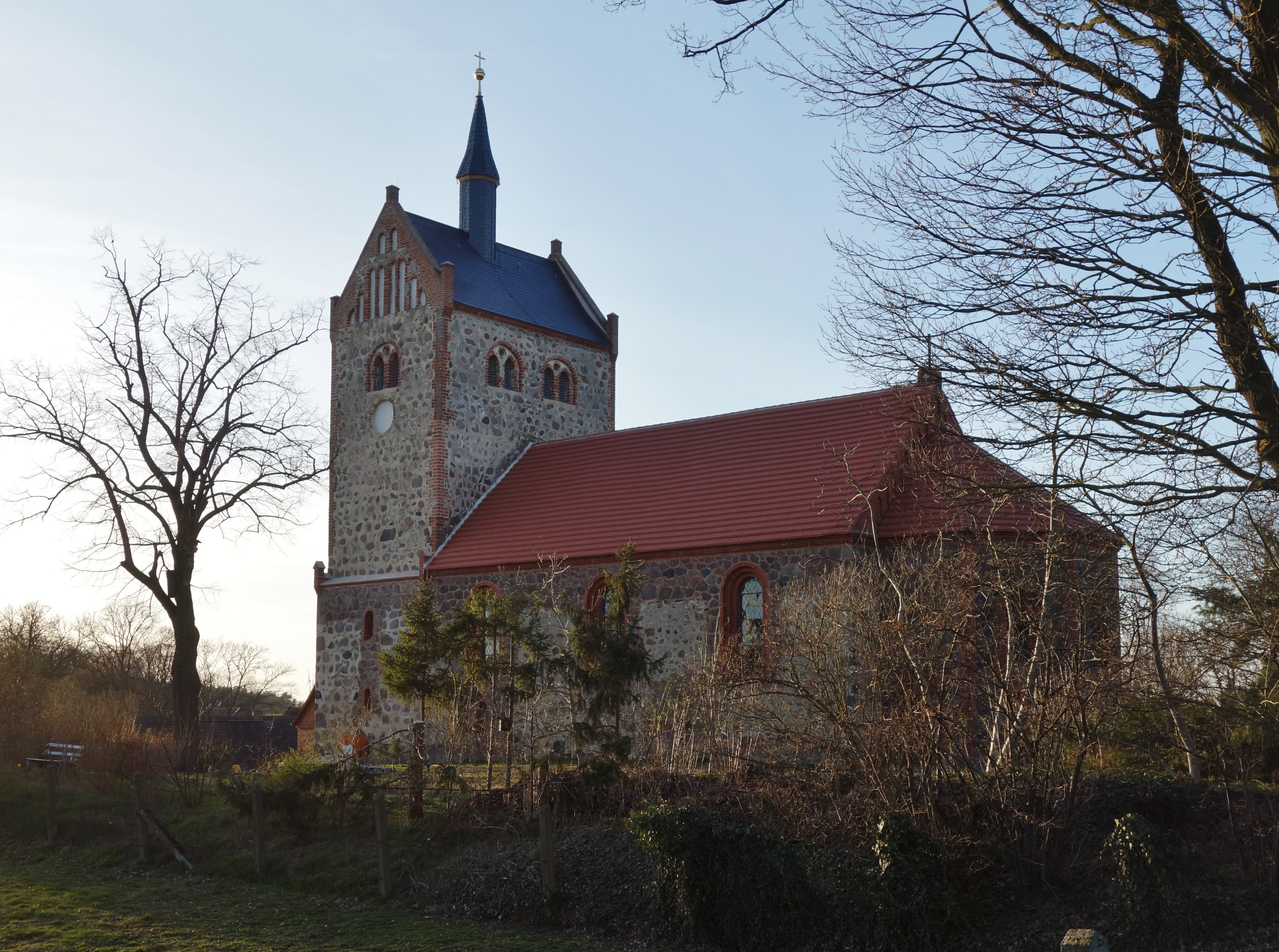
Dorfkirche Döllen

Die evangelische, denkmalgeschützte Dorfkirche Döllen steht in Döllen, einem Ortsteil der Gemeinde Gumtow im Landkreis Prignitz in Brandenburg.

## Beschreibung
Das mit einem Satteldach bedeckte Langhaus und der querrechteckige Kirchturm in seinem Westen wurden Ende des 15. Jahrhunderts aus Feldsteinen erbaut. Aus dem quer angeordneten, schiefergedeckten Satteldach des Kirchturms erhebt sich ein achteckiger Dachreiter, der mit einem spitzen Helm bedeckt ist. Das oberste Geschoss des Kirchturms beherbergt hinter den als Biforien gestalteten Klangarkaden den Glockenstuhl. Die Saalkirche wurde 1864 bis 1868 neuromanisch umgebaut. An das Langhaus wurde im Osten ein eingezogener, dreiseitig geschlossener Chor angefügt.
Der Innenraum des Langhauses ist mit einem offenen Dachstuhl auf Konsolen überspannt, der des Chors mit einem Kreuzgratgewölbe. Die Kirchenausstattung wurde im Stil der Schinkel-Nachfolge einheitlich gestaltet. Die Orgel mit elf Registern auf einem Manual und Pedal wurde 1884 von Albert Hollenbach gebaut und 1952 instand gesetzt.